# Parc du Mont-Royal
Le parc du Mont-Royal est l'un des espaces verts les plus importants de Montréal. Il protège le mont Royal de développements urbains plus étendus. Le parc, créé en 1876, est considéré comme étant la plus ancienne aire protégée du Québec.

## Histoire
C'est en 1853 que le conseiller Alexander Allan Stevenson (en) a proposé de préserver la montagne. Afin d'appuyer sa démarche, le colonel Stevenson fait tirer plusieurs salves d'un canon qu'il fait transporter sur le mont Royal afin de contredire ceux qui le prétendent inaccessible. Durant l'hiver 1862-1863, l'abattage de plusieurs arbres par un dénommé Lamothe sur son terrain au nord de la rue Peel incite finalement la ville à passer à l'action et à acquérir les terrains sur la montagne afin de les convertir en parc.
Le parc majoritairement boisé fut aménagé par Frederick Law Olmsted, paysagiste du Central Park à New York. Le projet d'Olmsted s'inspire de la topographie naturelle du site, le divise en plusieurs secteurs et le dote de deux belvédères. Il rencontre plusieurs oppositions, notamment de la part de ceux qui souhaitent une vocation et un développement plus urbains. Le parc est finalement inauguré le 24 mai 1876 après que la ville eut investi un million de dollars pour l'acquisition des terrains et leur aménagement.
Le parc fut gravement touché par la tempête de verglas de 1998, mais a par la suite regagné son ancienne gloire. 

## Protection de l’environnement
En 2005, une section de 29 800 m2 du parc fut reconnue comme l'habitat floristique du Parc-du-Mont-Royal. Cette petite aire a pour mission de protéger la podophylle pelté, plante menacée au Québec.
La Montagne du Mont-Royal abrite plusieurs plantes menacées ou en voie de disparition tel que la sagunaire du Canada, l’Uvulaire à grandes fleurs, le Trille blanc, la Matteucie ou fougère à l’autruche (préférence Félix Pompré, le ParcduMont-Royal  en mission pour protéger des plantes menacées, dans le journal La Presse du 29 juillet 2024, www.LaPresse.ca ). Un inventaire des plantes est réalisé annuellement. Ainsi en bordure des sentiers officiels , des petites clôtures ont été installées depuis 2021 afin de limiter les sentiers  informels et de diminuer le piétinement des humains sur la a végétation (référence  Félix Rompré, item ). 

## Aménagement
Le parc contient deux belvédères, dont le plus important est le belvédère Kondiaronk (celui du Chalet du Mont-Royal) surplombant le centre-ville. 
|  |

Parmi les autres attraits, on compte notamment la croix du mont Royal, le lac aux Castors, une butte de glissade, une glyptothèque extérieure, le centre d'interprétation de la Maison Smith, des œuvres du Symposium international de sculpture (en) en 1964, un petit monument à Simon McTavish (le long du mur d'enceinte de l'Hôpital Royal Victoria) et un monument très connu à Sir George-Étienne Cartier.
Des sentiers relient ces lieux à différents points d'entrée dans le parc. Certains points d'accès sont pavés, comme celui à partir de la rue Duluth. D'autres sont à même la terre, comme le chemin de l'Escarpement, sur le versant est de la montagne. Un assez long escalier donne aussi accès au parc à partir de la rue Peel et mène au belvédère Kondiaronk.

## Chemin Olmsted
Un des éléments majeurs du parc est le long sentier qui le traverse et permet d'accéder au sommet ainsi qu'aux belvédères, le chemin Olmsted. Il prend sa source au pied du monument à Sir George-Étienne Cartier et serpente en pente douce jusqu'au lac aux Castors. Il se divise en trois sections définies par Olmsted lui-même :
- Section 1 : du monument jusqu'à l'escalier de la rue Peel. La section est constituée de 4 zones, la Côte Placide, le Piedmont, la Pente rocheuse et l'Escarpement. Le monument se trouve devant l"avenue du Parc, tracée en 1883. Le côté Est de l'avenue est devenu le parc Jeanne-Mance en 1942. Le parc du Mont-Royal se situe du côté Ouest. À ce niveau, outre le monument Cartier, on retrouve le kiosque Mordecai Richler et le Quartier général du Service de sécurité incendie de Montréal. La Côte Placide se rend jusqu'à l'avenue du Mont-Royal et la voie Camilien-Houde avant de bifurquer et de rejoindre le Piedmont. Un autre virage mène cette fois à la Pente rocheuse et ses plantations de conifères, puis vers l'Escarpement, côte abrupte sur les flancs de la montagne, jusqu'à l'escalier Peel qui permet de gravir l'escarpement.
- Section 2 : de l'escalier de la rue Peel jusqu'au chalet, constituée de 3 zones : le Serpentin, la Fougeraie et la Clairière. Le Serpentin est un sentier sinueux qui permet de descendre et de rejoindre l'avenue des Pins et la rue Peel. La Fougeraie traverse une forêt plus dense où une halte est aménagée autour de l'abreuvoir. La Clairière est une plaine gazonnée autour du lac aux Castors. Non loin, la maison Smith abrite un centre d'interprétation. De là, le chemin conduit au belvédère et au sommet.
- Section 3 : une boucle qui part du chalet et fait le tour du sommet où se trouvent notamment la croix et l'autre belvédère sur l'Est de Montréal. On retrouve également l'antenne de Radio-Canada érigée en 1952, le poste de cavalerie du Service de police de la Ville de Montréal et un modeste monument à Frederick Law Olmsted.

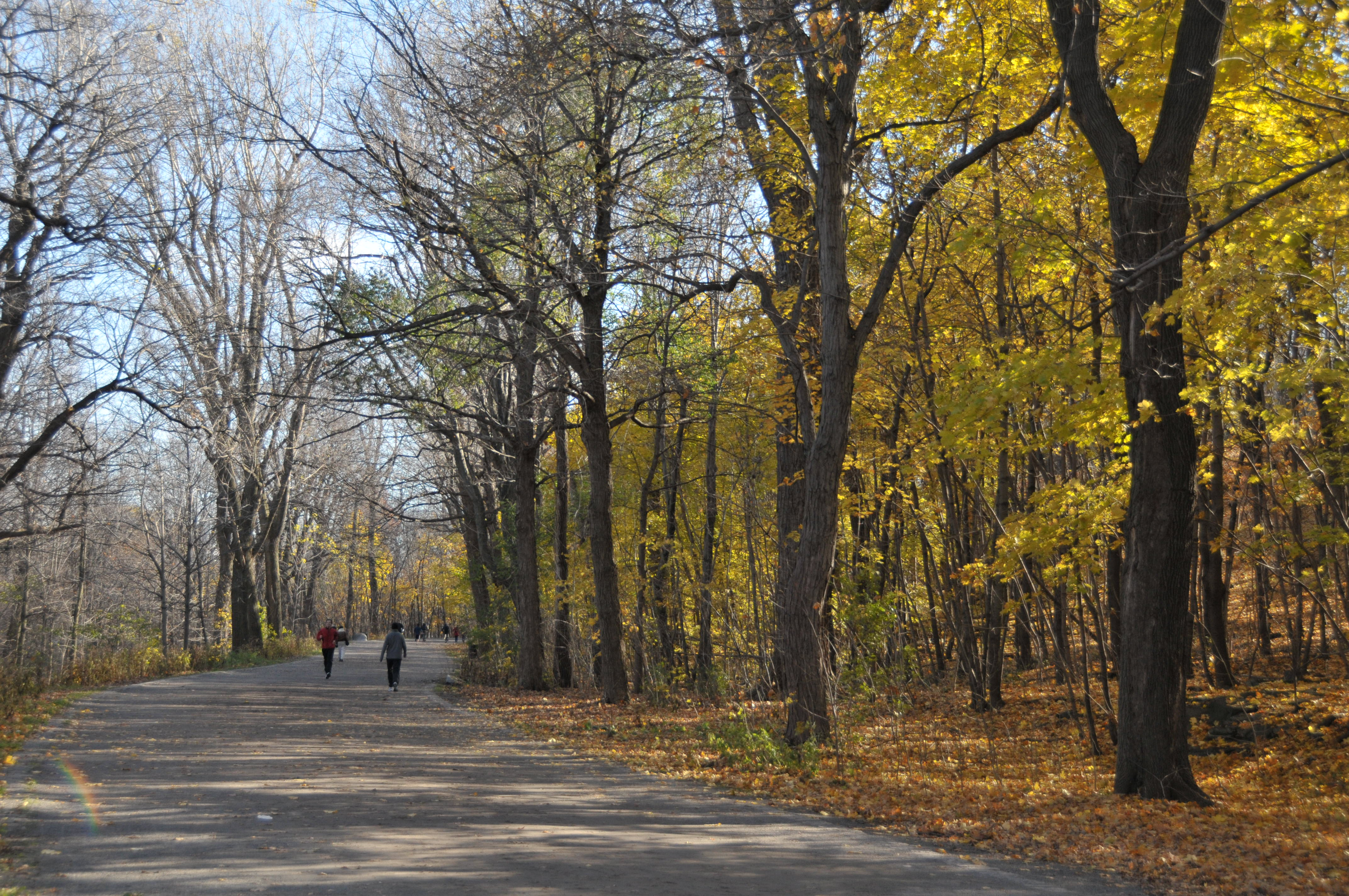
Chemin Olmsted
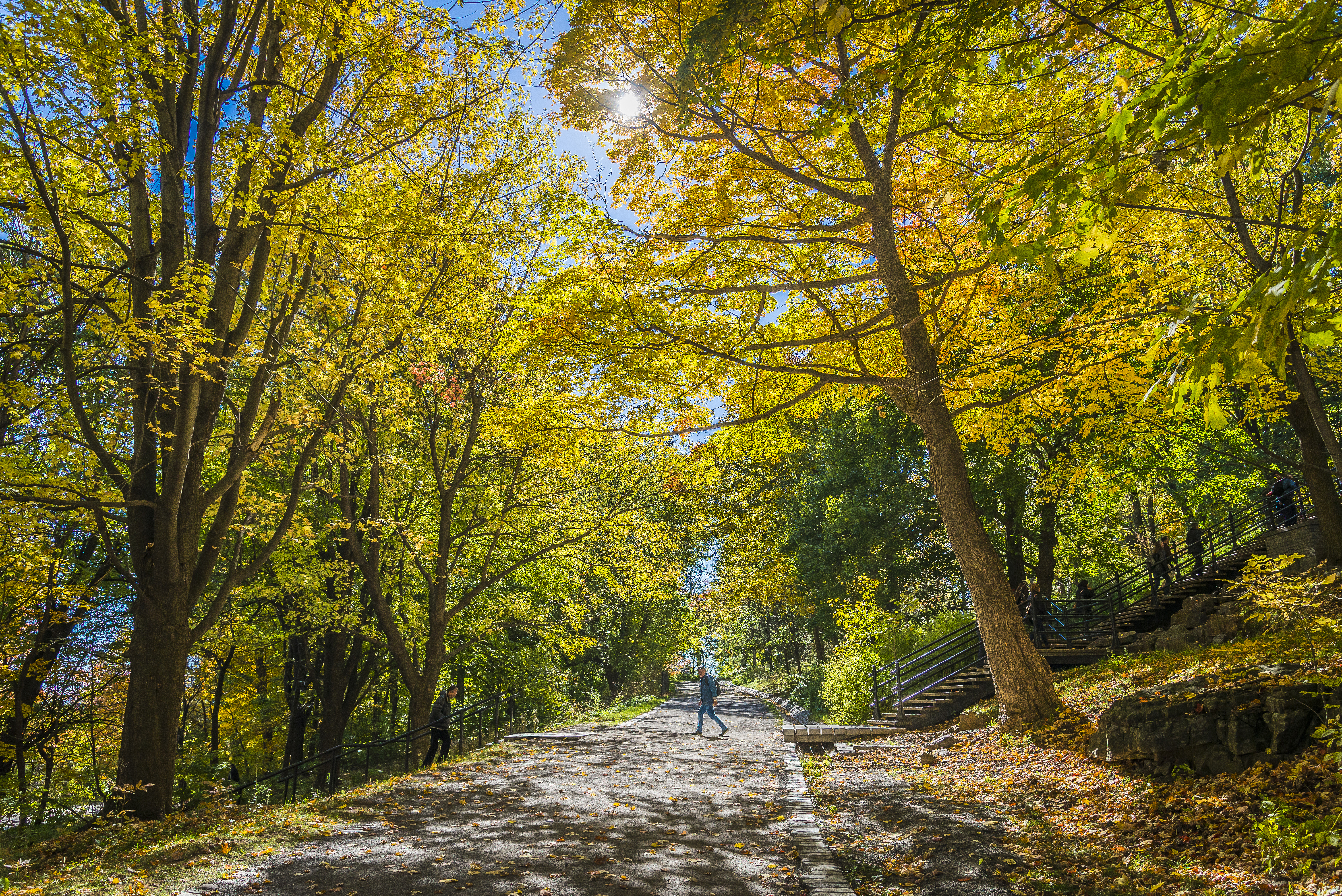
Le chemin Olmsted et l'escalier Peel
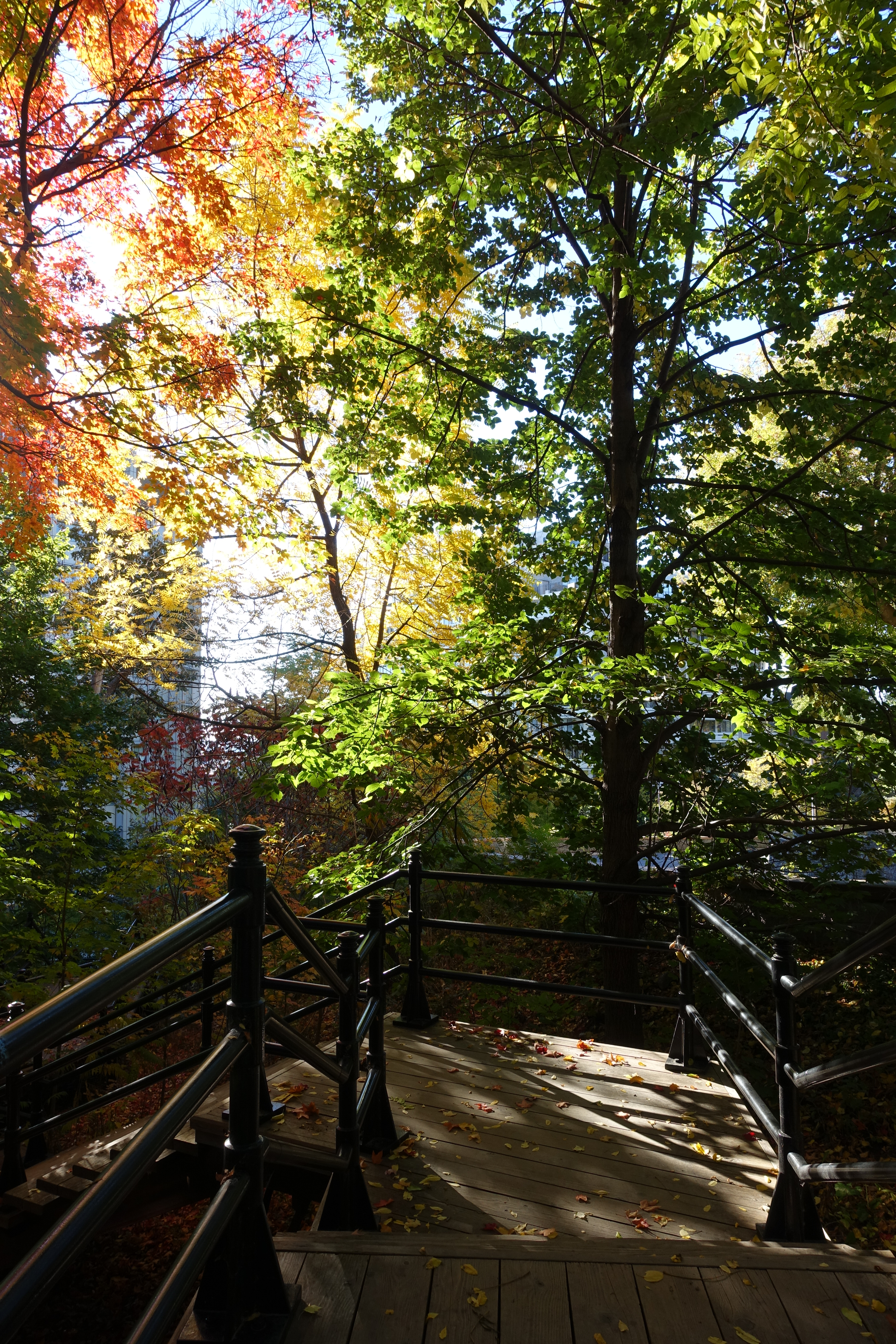
Escalier Peel
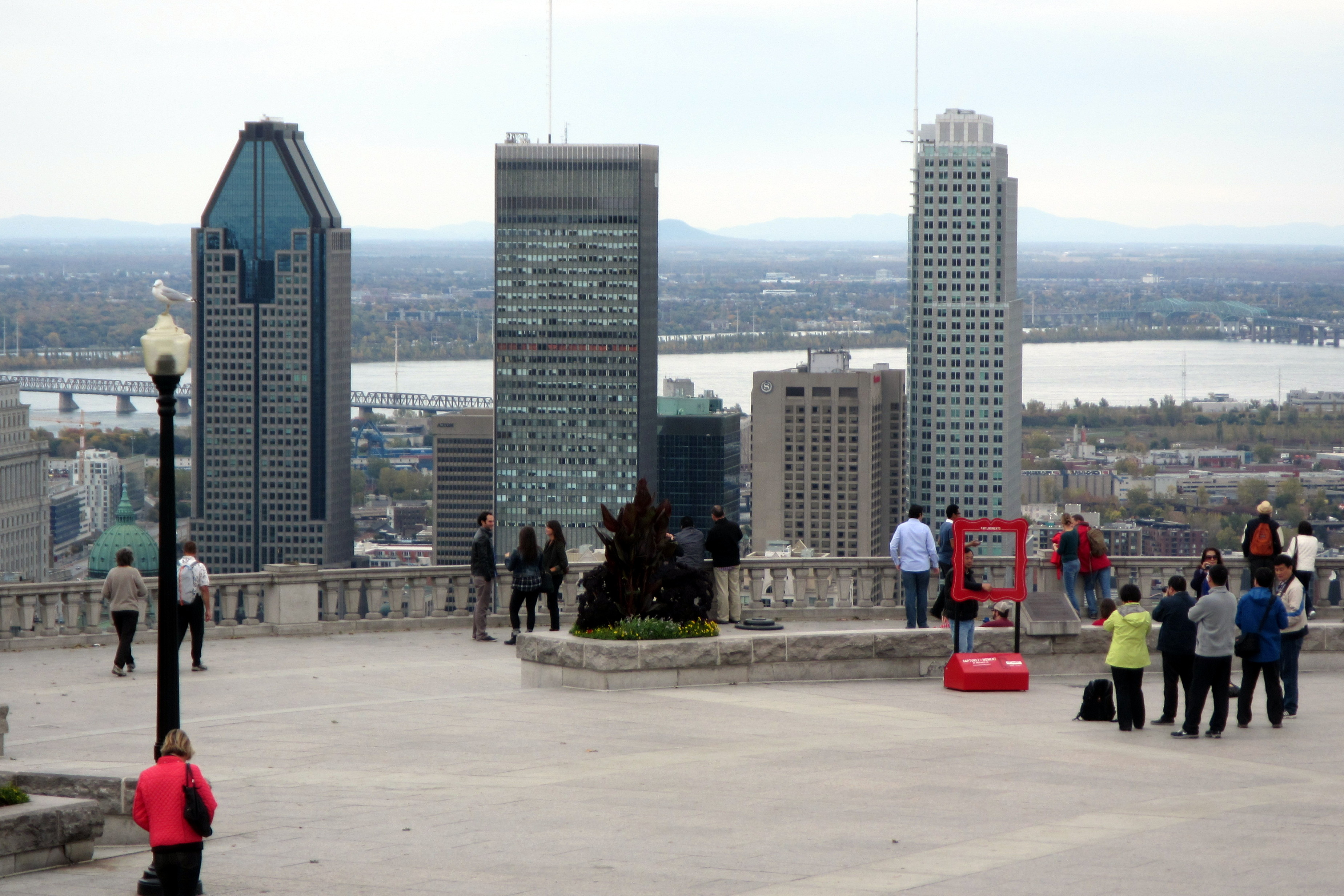
Le belvédère
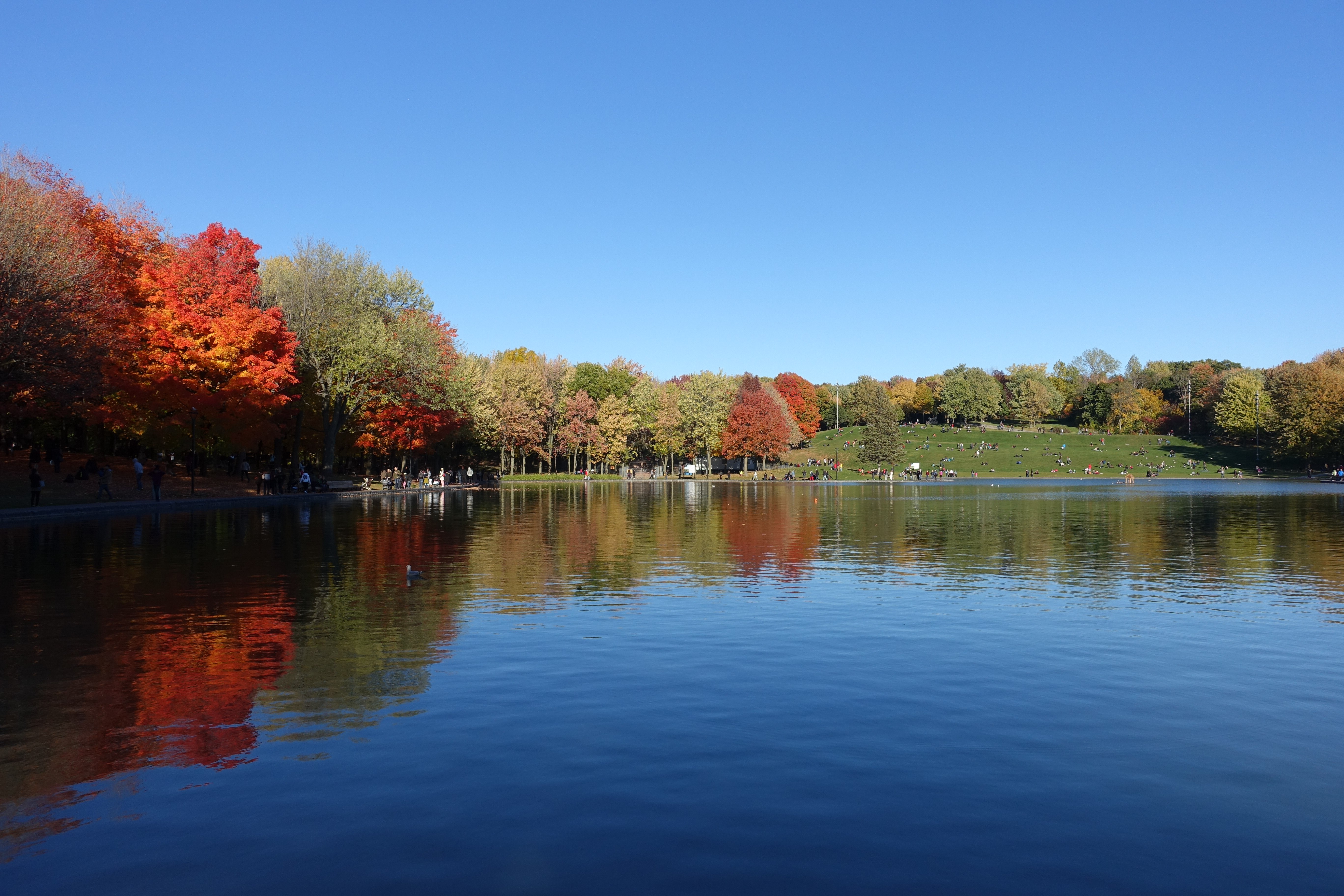
Lac aux Castors
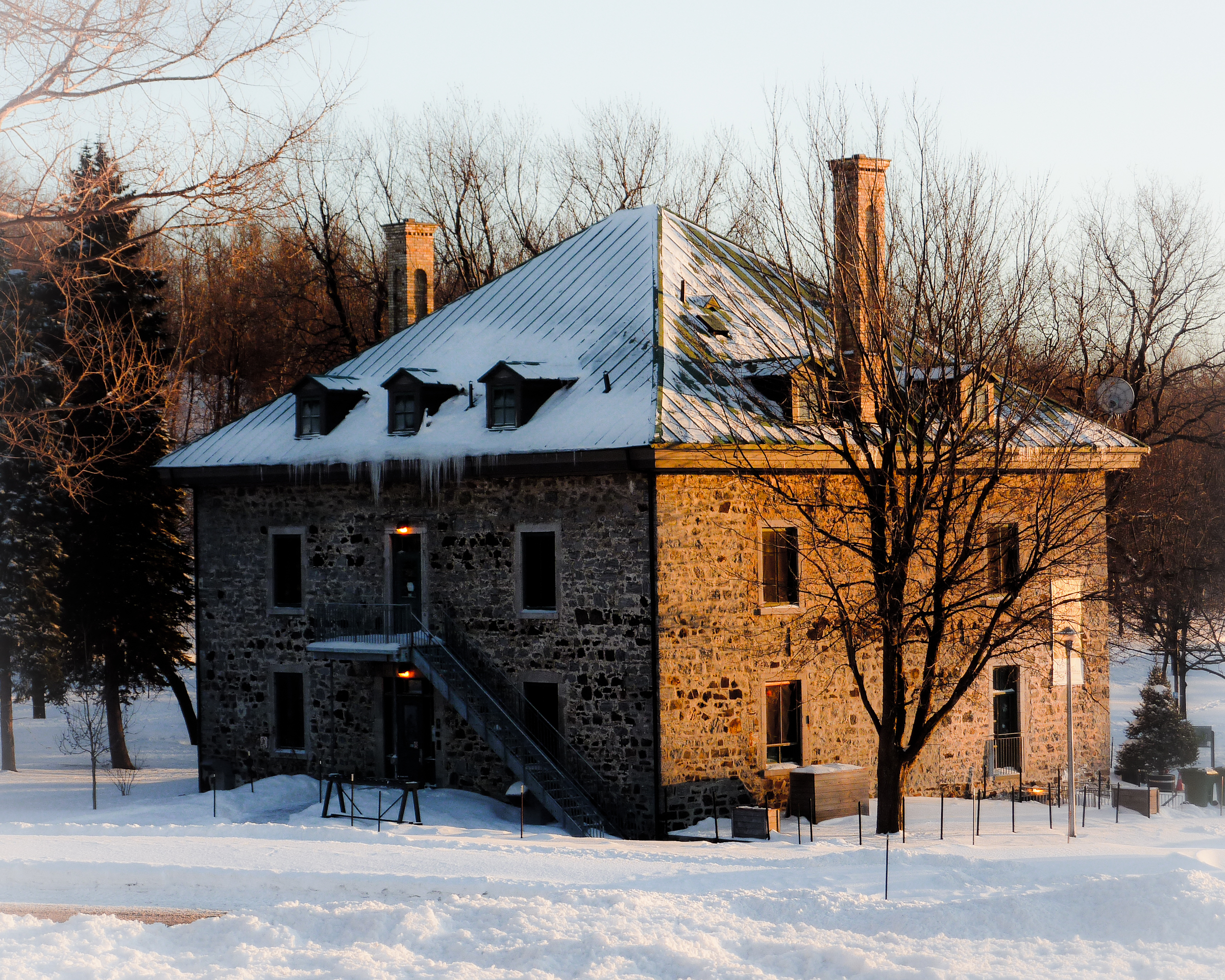
La maison Smith

## Événements et activités

### Saison estivale
|  |  |

C'est au pied du monument à Sir George-Étienne Cartier qu'ont lieu diverses manifestations culturelles, dont les Tam-Tams, une réunion informelle tenue à chaque fin de semaine pendant l'été, où on joue des tambours. Les gens s'y rassemblent pour danser au rythme des djembé tam-tams.
Un peu plus haut, on peut voir les Guerriers de la montagne qui, après 10 ans de simulation de combat, sont devenus la référence en la matière à Montréal. 
On y trouve également un petit marché d'objet artisanaux.

### Saison hivernale
Le parc permet la pratique de sports d'hiver, la traîne sauvage, le ski de fond, la raquette, le jogging d'hiver et le patin. Une patinoire réfrigérée a été aménagée en 2006 près du  Lac-aux-Castors. 
|  |  |

## Voir aussi

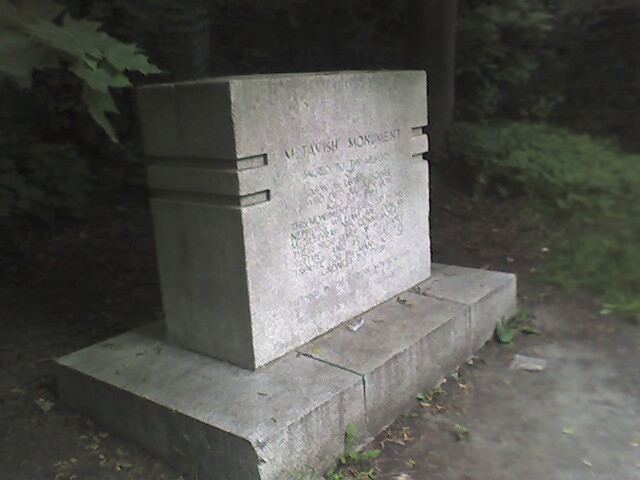
Monument McTavish